# Mécanicien navigant
 (mars 2021).
Si vous disposez d'ouvrages ou d'articles de référence ou si vous connaissez des sites web de qualité traitant du thème abordé ici, merci de compléter l'article en donnant les références utiles à sa vérifiabilité et en les liant à la section « Notes et références ».
Pour les articles homonymes, voir Mécanicien.
Le mécanicien navigant (parfois appelé officier mécanicien navigant), sur certains avions civils ou militaires, est le membre du personnel navigant technique qui gère et surveille les systèmes de vol de l'avion. Aux débuts du transport aérien, la plupart des appareils nécessitaient la présence d'un mécanicien navigant, mais au cours des années 1970, avec l'apparition d'avions tels que le Boeing 747-400 ou le McDonnell Douglas MD-11, l'automatisation accrue des systèmes a supprimé le besoin d'un troisième membre d'équipage dans le cockpit.

## Histoire

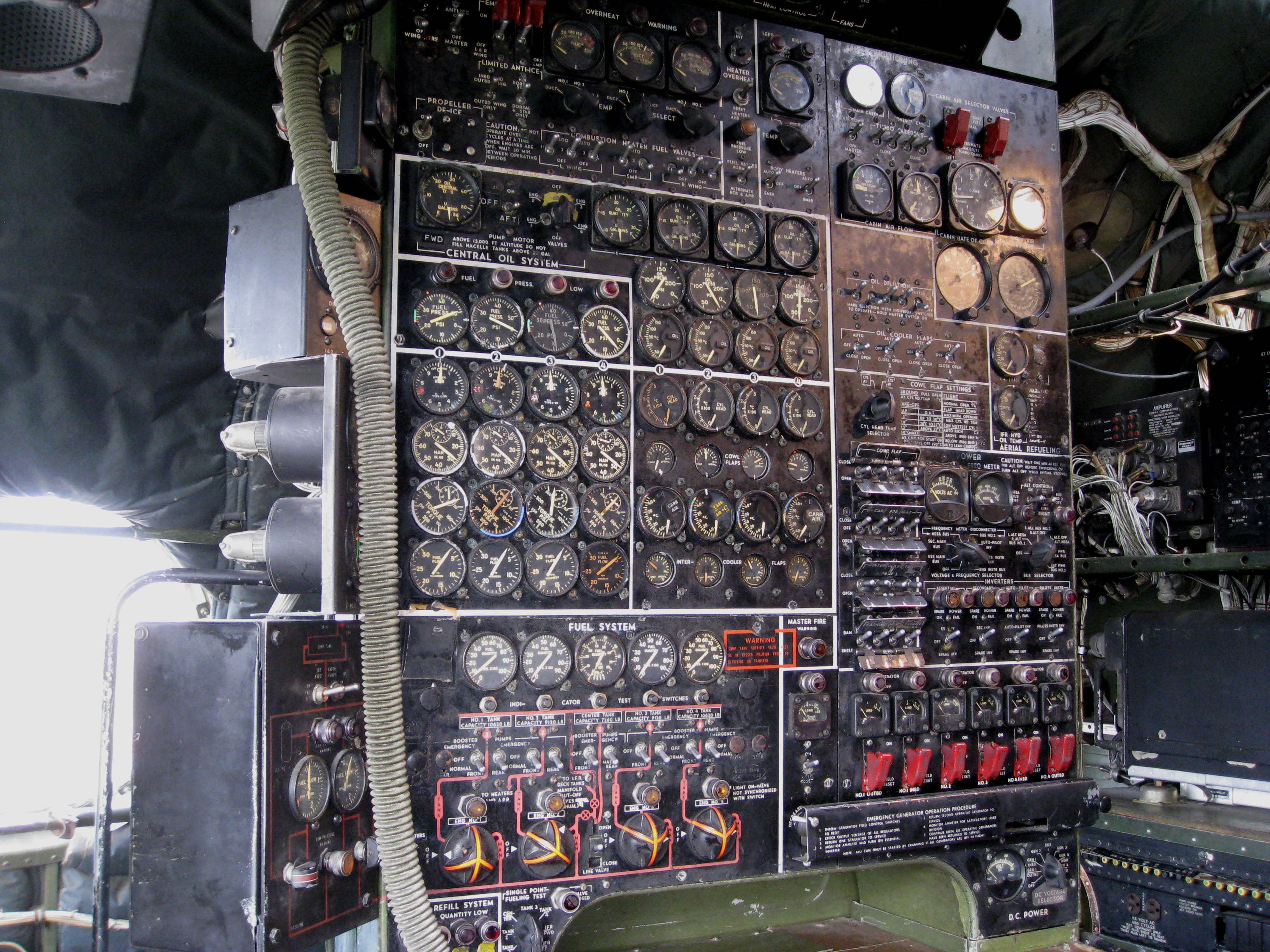
KC-97 Stratotanker Flight Engineer station - Flickr - brewbooks

C'est avec l'avènement d'avions de transports de plus en plus imposants, avec une augmentation du nombre de moteurs, que la nécessité d'embarquer un mécanicien est apparue. De plus, les moteurs à pistons utilisés aux débuts du transport aérien nécessitaient une attention particulière, qui devait être accrue lors des phases délicates tel que les atterrissages et décollages.
La charge de travail étaient telle que les deux pilotes ne pouvaient plus assumer le pilotage et la gestion des paramètres ; une erreur d'inattention peut dans ces cas-là causer de graves problèmes de sécurité. Le mécanicien navigant fit donc son apparition et eut dès lors pour mission de prendre en charge la gestion des paramètres, laissant les pilotes se concentrer sur le pilotage de l'appareil. Son poste, équipé d'un panneau d'instruments, se trouvait généralement dans le cockpit, en arrière des pilotes.
Le premier avion de transport civil à accueillir un mécanicien navigant était le Boeing 307 Stratoliner. Pendant la guerre, des avions comme le Avro Lancaster et le Handley Page Halifax employaient des mécaniciens navigants.

## Tâches

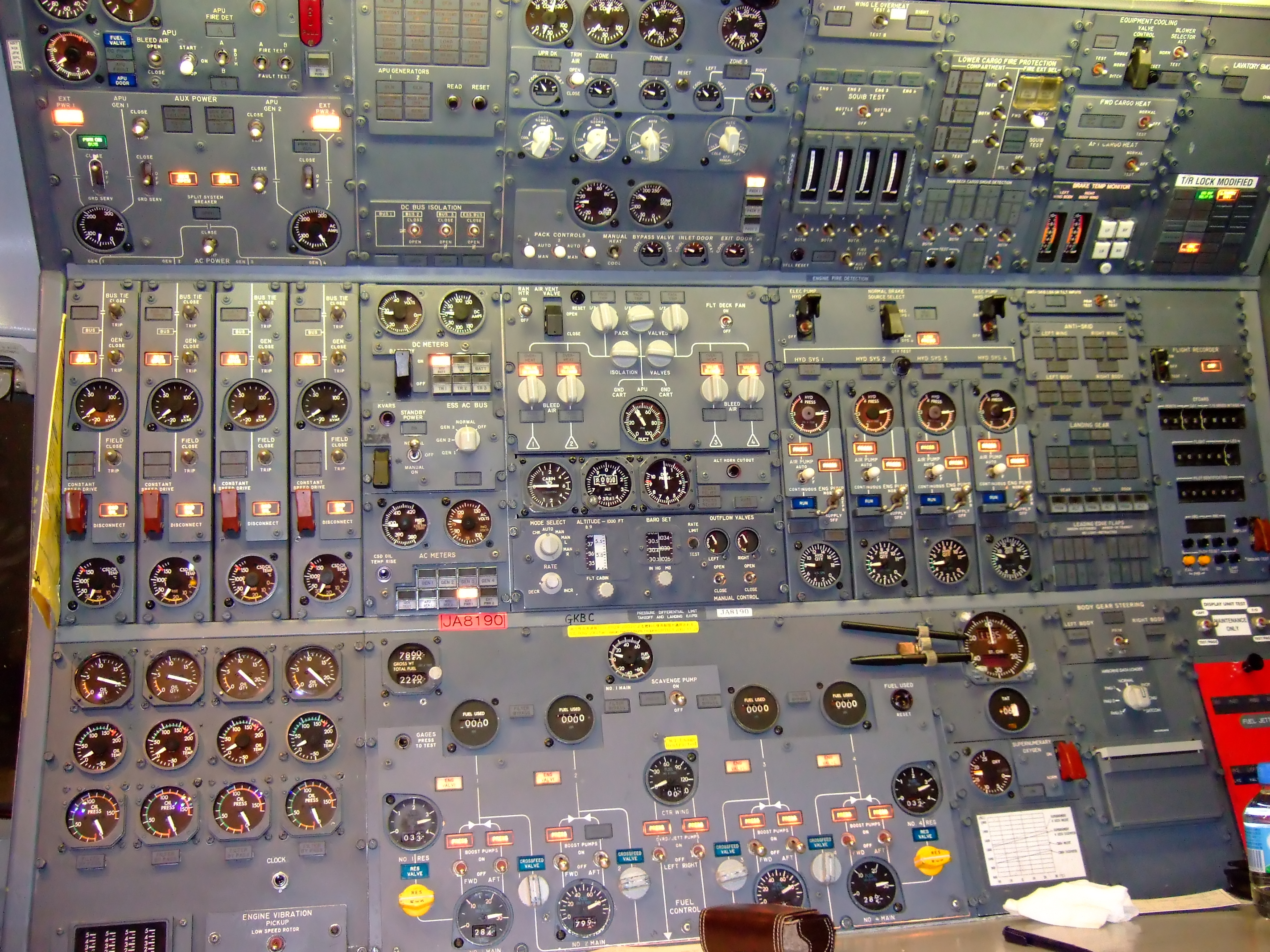
Panneau d'instrument sur un B747-200SF

Le rôle du mécanicien navigant est de gérer les systèmes de l'avion. Il doit ainsi diagnostiquer et résoudre les problèmes mécaniques en rectifiant des paramètres. Il est souvent responsable de l'ajustement de la puissance lors des différentes phases d'un vol. Les systèmes gérés par le mécanicien navigant peuvent être : l'essence, la pressurisation, l’hydraulique, l'électricité à bord, la protection face au givre, les circuits de dioxygène, les feux à bord, le circuit de refroidissement, etc.
Il est aussi en partie responsable de l'inspection pré-vol, du devis de masse et centrage. Si son poste se trouve dans la même cabine que les pilotes, il contrôle les décisions des pilotes.

## Disparition
Avec le développement des circuits intégrés et l'automatisation de la gestion des différents systèmes grâce à l'informatique, la nécessité de la présence d'un mécanicien en vol a peu à peu diminué[Quand ?]. 
Sur les appareils modernes, les éventuels problèmes mécaniques sont affichés sur des consoles simplifiées. Le problème est réglé, soit par un des deux pilotes tandis que l'autre pilote l'avion, soit automatiquement.